# 멕시코시티 아레나
멕시코시티 아레나(스페인어: Arena Ciudad de México, 영어: Mexico City Area)는 멕시코 멕시코시티에 위치한 실내 경기장이면 현재 G 리그 멕시코시티 캡틴스의 홈 경기장으로 사용하고 있다.

## NBA경기
| 날짜             | 팀1                 | 스코어         | 팀2                 | 비고          |
| ---------------- | ------------------- | -------------- | ------------------- | ------------- |
| 2012년 10월 7일  | 올랜도 매직         | 80 - 85        | 뉴올리언스 호니츠   | 프리시즌 경기 |
| 2014년 11월 12일 | 휴스턴 로키츠       | 113 - 101      | 미네소타 팀버울브스 | 정규시즌 경기 |
| 2015년 12월 3일  | 보스턴 셀틱스       | 114 - 97       | 새크라멘토 킹스     | 정규시즌 경기 |
| 2017년 1월 12일  | 댈러스 매버릭스     | 113 - 108      | 피닉스 선스         | 정규시즌 경기 |
| 2017년 1월 14일  | 샌안토니오 스퍼스   | 105 - 108      | 피닉스 선스         | 정규시즌 경기 |
| 2017년 12월 7일  | 오클라호마시티 선더 | 95 - 105       | 브루클린 네츠       | 정규시즌 경기 |
| 2017년 12월 9일  | 마이애미 히트       | 101 - 89       | 브루클린 네츠       | 정규시즌 경기 |
| 2018년 12월 13일 | 시카고 불스         | 91 - 97        | 올랜도 매직         | 정규시즌 경기 |
| 2018년 12월 15일 | 유타 재즈           | 89 - 96        | 올랜도 매직         | 정규시즌 경기 |
| 2019년 12월 12일 | 댈러스 매버릭스     | 122 - 111      | 디트로이트 피스턴스 | 정규시즌 경기 |
| 2019년 12월 14개 | 샌안토니오 스퍼스   | 121 - 119 (OT) | 피닉스 선스         | 정규시즌 경기 |
| 2022년 12월 17일 | 마이애미 히트       | 111 - 101      | 샌안토니오 스퍼스   | 정규시즌 경기 |
| 2023년 11월 9일  | 올랜도 매직         | 119 - 120      | 애틀랜타 호크스     | 정규시즌 경기 |
| 2024년 11월 2일  | 워싱턴 위저즈       | 98 - 118       | 마이애미 히트       | 정규시즌 경기 |
| 2025년 11월 1일  | 디트로이트 피스턴스 |                | 댈러스 매버릭스     | 정규시즌 경기 |